# Ferenc Kardos
Ferenc Kardos (Galanta, 4 dicembre 1937 – Budapest, 6 marzo 1999) è stato un regista, sceneggiatore e produttore cinematografico ungherese.

## Biografia
Nacque a Galanta (nell'attuale Slovacchia), il 4 dicembre 1937. Nella sua carriera ha diretto oltre una ventina di film, tra cinema e televisione.

## Filmografia

### Regista
- Espressoban - cortometraggio (1959)
- Ég és föld között (1961)
- Miénk a világ! - cortometraggio (1963)
- Levelek Júliához - cortometraggio (1964)
- Gyerekbetegségek, co-regia con János Rózsa (1966)
- Petöfi '73 (1973)
- Hajdúk (1975)
- Ékezet (1977)
- Egyszeregy (1978)
- Mennyei seregek (1983)
- Iskolakerülök (1989)
- A világ legkisebb alapítványa (1997)